# A Hard Day's Night (album)
A Hard Day's Night is het derde album van The Beatles en tegelijk het album van hun eerste film. Bekende nummers op het album zijn vooral "A Hard Day's Night" zelf, waarvan het openingsakkoord wereldberoemd is en  Can't Buy Me Love. Dit is het eerste Beatlesalbum waarop alle nummers door de groep zelf zijn geschreven; het bevat geen covers. Het album werd in 1964 bekroond met twee Grammy Awards: 'Best Performance by a Vocal Group' en 'Best New Artist'.

## Tracks
- Alle nummers zijn geschreven door Paul McCartney en John Lennon.

1. "A Hard Day's Night"
2. "I Should Have Known Better"
3. "If I Fell"
4. "I'm Happy Just to Dance with You"
5. "And I Love Her"
6. "Tell Me Why"
7. "Can't Buy Me Love"
8. "Any Time at All"
9. "I'll Cry Instead"
10. "Things We Said Today"
11. "When I Get Home"
12. "You Can't Do That"
13. "I'll Be Back"

## Hitnotering
| "A Hard Day's Night" in de Nederlandse Album Top 100 - binnen: 19-09-2009 | "A Hard Day's Night" in de Nederlandse Album Top 100 - binnen: 19-09-2009 | "A Hard Day's Night" in de Nederlandse Album Top 100 - binnen: 19-09-2009 |
| Week                                                                      | 01                                                                        |                                                                           |
| ------------------------------------------------------------------------- | ------------------------------------------------------------------------- | ------------------------------------------------------------------------- |
| Nummer                                                                    | 86                                                                        | uit                                                                       |